# Мосты Стрелецкого
Мосты Стрелецкого (Константиновские мосты) — два арочных стальных моста над Днепром, соединявшие правый и левый берега города Запорожье через остров Хортицу. Верхний ярус мостов предназначался для двухпутного железнодорожного движения, а нижний — для автотранспорта и пешеходов. Построены в 1931 году по проекту Н. С. Стрелецкого при активном участии инженера М. Н. Константинова.
Во время Второй мировой войны были взорваны в 1941 году отступающими частями Красной армии. Были частично восстановлены немцами к июлю 1943 года, но окончательно взорваны при наступлении Красной армии в октябре 1943 года. На смену мостам Стрелецкого были сооружены Мосты Преображенского.

## Предпосылки строительства
Строительство ДнепроГЭС, начавшееся в 1927 году, включало возведение мостов через русла Новый и Старый Днепр. Эти мосты были предназначены для замены Кичкасского моста, попадавшего в зону затопления. Поэтому потребовалось перенести железнодорожную магистраль, соединяющую Донбасс с Криворожьем. Для обслуживания строительства на правом и левом берегах Днепра функционировали железнодорожные станции Днепрострой, Канцеровка и Шлюзовая, работавшие с полной нагрузкой. Строительство железнодорожного пути началось от станции Шлюзовая к берегу Нового Днепра, аналогичные работы проводились от станции Канцеровка и на острове Хортица, который пересекала новая магистраль. После завершения строительства двухколейных железнодорожных путей началось сооружение мостов.

## Характеристики мостов
Мосты были двухъярусными: верхний ярус предназначался для двухпутного железнодорожного движения, а нижний (шириной 7,75 м) — для автотранспорта и пешеходов. C обеих сторон нижнего яруса на консолях были сделаны тротуары шириной по 1,5 м.
Полная длина моста через Новый Днепр составляла 715 м, и он состоял из трёх основных арочных пролетов по 140 м каждый. Со стороны обоих берегов были подходы. Подход с левого берега образовывался двухпролётной фермой длиной 140 м и сплошной балочной фермой длиной 25 м, перекрывающей въезд шоссейной дороги. Со стороны правого берега была однопролётная ферма длиной 56 м и для шоссейной дороги ферма в 25 м. Фермы трёх въездных пролётов имели параллельные пояса и треугольную решётку. Высота моста над уровнем меженных вод составляла 50 метров.
Двухпролётная неразрезная ферма на левом берегу Нового Днепра была сделана с целью возможности постройки подводного канала под любым из пролётов, если появится необходимость пропускать суда с большой осадкой.
Мост через Старый Днепр был одноарочным, общей длиной 370 метров, включая арку длиной 224 метра и подходы в виде металлических рамных эстакад по 48 метров с каждой стороны. На тот момент мост был самым большим однопролётным арочным мостом в Европе.
Для четырёх главных пролётов, перекрывающих русла обоих рукавов Днепра, была выбрана двухшарнирная арочная система серповидного очертания с решётчатым заполнением.
Общий вес металла обоих мостов составлял — 13700 тонн, из которых на трёхарочный мост приходилось 8480 тонн, а на одноарочный — 5220 тонн. Проекты мостов через Новый и Старый Днепр были разработаны и рассчитаны в Московском техническом отделе Днепростроя под руководством профессора Н. С. Стрелецкого (1927—1928). Мосты Стрелецкого имеют сходство с Мостом Марии Пии, построенным в Порту по проекту Эйфеля в 1877 году.
При строительстве мостов успешно применили блочный монтаж пролётных строений из укрупнённых элементов. Масса монтажных блоков достигала 24 тонн, что было одной из основных причин весьма быстрой сборки этих мостов. Производительность работ составляла 28 тонн в смену, что являлось существенным улучшением по сравнению с обычной производительностью в 6-10 тонн.
По предварительной смете общая стоимость обоих мостов составляла 18 млн рублей.

## Сооружение
Изначально, при составлении эскизных проектов, планировалось использовать обыкновенную мостовую сталь марки «37» (марки «З»). Однако детальная проектировка показала, что арочные фермы, особенно для Старого Днепра, получаются весьма тяжёлыми, требующими элементов большой толщины и заклёпок большого диаметра. По этой причине было решено применить кремнистую (ферросилициевую) сталь, допускающую увеличение напряжений на 50 % и изготавливаемую за рубежом. Опытные плавки ферросилициевой стали были выполнены на московском заводе «Серп и Молот» и на Днепропетровском металлургическом заводе. Хотя результаты были удовлетворительны, однако из-за срочности и большого объёма работ прокат этой стали был заказан на Витковецком сталеплавильном заводе в Чехословакии. Арки мостов изготовили из ферросилициевой стали, а элементы над арками — из обычной углеродистой стали.
Мосты имели клёпаную конструкцию. Мост через Старый Днепр собирали специалисты из Чехословакии, трёхарочный мост через Новый Днепр — советские специалисты под руководством сормовского инженера М. Н. Константинова, который имел опыт сборки мостов в Сибири. Между чехословацкими и советскими специалистами установилось соревнование по качеству сборки и клёпки конструкций.
Строительство каменных опор днепровских мостов началось летом 1927 года. При постройке речных опор моста через Новый Днепр впервые для таких глубин применили открытый способ заложения. Использовались водонепроницаемые перемычки, состоящие из деревянных стен, обсыпанных снаружи песком. Сборка арочного пролёта моста через Старый Днепр предполагалась на деревянных подмостях, постройка которых началась в октябре 1929 года. Подмости проектированы постоянного типа с возможностью пропускать весенний ледоход.
Полуарки мостов, собранные на берегу, доставлялись к опорам на баржах и при помощи кранов устанавливались на место.
К годовщине Октябрьской революции 6 ноября 1931 года началось железнодорожное движение по новой магистрали через остров Хортицу и Днепр. За досрочный пуск в эксплуатацию двух мостов инженер Михаил Николаевич Константинов, проработавший на строительстве шесть лет, был награждён орденом Ленина. Жители Запорожья, в том числе, называли мосты по имени инженера — Константиновскими.

## Вторая мировая война

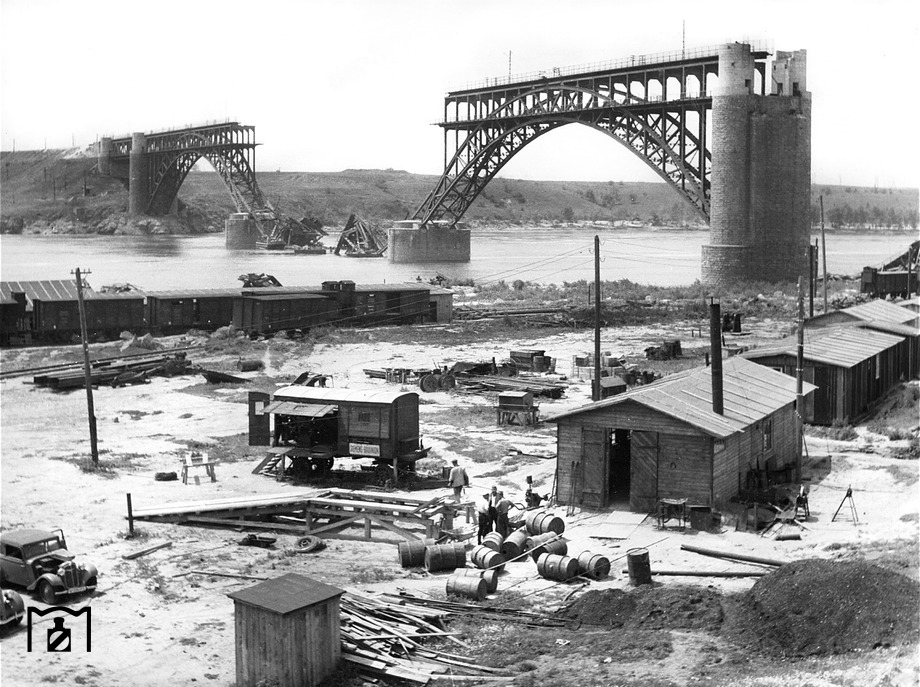
Разрушенный мост Стрелецкого
Фото Макса Иттенбаха, 1942

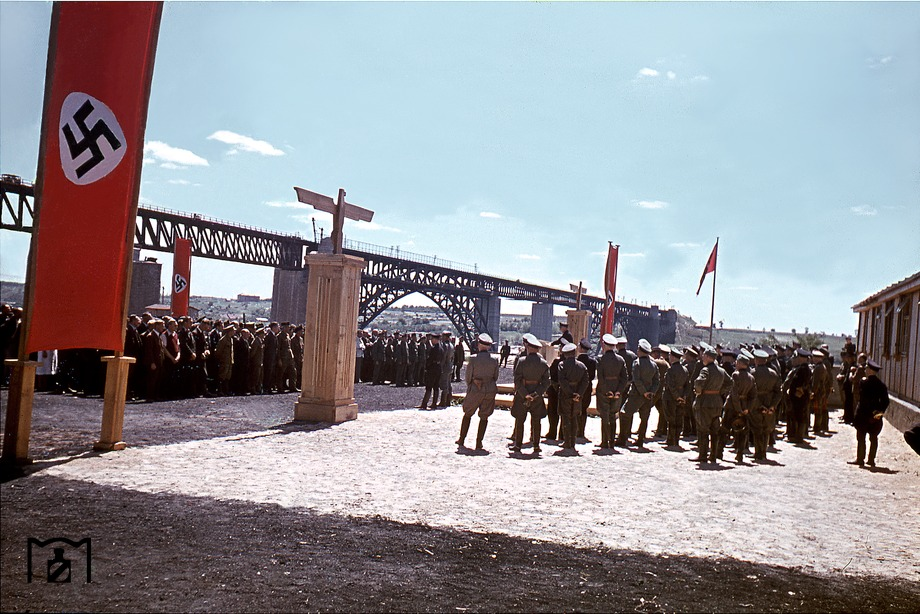
Восстановленный мост.
Фото Вальтера Холлнагеля, 1943

18 августа 1941 года немецкие войска после артподготовки и под прикрытием танков прорвали советскую оборону и вышли на правый берег Днепра. Захват плотины ДнепроГЭС и мостов обеспечивал беспрепятственную переправу через Днепр и захват города.

### Подрывы в 1941 году
Задачу разрушить мосты поручили инженерной роте 31-го батальона, которая установила на мосту авиабомбы и при подходе передовых частей врага пыталась произвести подрыв. Однако контактная сеть была повреждена снарядами, командир подрывной команды был тяжело ранен, а политрук убит. Мост через Старый Днепр взорвать не удалось.
Немецкие войска вышли на остров Хортица. Отходящие отряды Красной армии неудачно попытались подорвать мост через Новый Днепр, что позволило немцам перебраться на левый берег и занять плацдарм в районе парка Металлургов. Подразделения 247-й стрелковой дивизии окружили неприятеля и полностью очистили левый берег Днепра. Но противник в любой момент мог снова войти на левый берег Днепра по мосту через Новый Днепр.
18 августа минёры 20-го мостового батальона, которым командовал старший лейтенант А. И. Датиев, получили приказ разрушить мост через Новый Днепр. Однако снова из-за повреждений взрывной сети часть зарядов не сработала. Мост был разрушен лишь частично. Чтобы немецкие войска не смогли быстро восстановить мост, подрывники загрузили в цистерну 9 тонн взрывчатки, прицепили её к паровозу и направили на мост на большой скорости. Однако цистерна упёрлась в завал на пути и, не дойдя 400 метров до реки, взорвалась. Немецкие войска начали приспосабливать мост для переправы танков. Тогда советские подрывники разобрали завал на подходе, устранили повреждения колеи и снова пустили на мост паровоз с цистерной, загруженной уже 12 тоннами тола. Но и эта попытка не удалась — взрыва не последовало — цистерна сошла с рельс. Было решено взорвать мост используя тол в упавшей цистерне. В ночь на 26 августа группа добровольцев во главе с В. В. Холодовым и политруком М. З. Бочаровым под сильнейшим огнём противника сумела подойти к мосту и установить взрыватель. Два пролётных строения были взорваны и при этом были уничтожены 7 огневых точек противника и один миномёт. Это помогло задержать противника на рубеже у Днепра.
12 сентября советские войска нанесли удар и овладели островом Хортица. Мостовики 20-го батальона обеспечили переправу войск через Днепр. Через два дня немецкие войска предприняли новое наступление. Чтобы его задержать, минёры батальона 14 сентября разрушили мост через Старый Днепр, а в начале октября вторично разрушили и мост через Новый Днепр. Под сильным огнём противника были поставлены заграждения на запорожском железнодорожном узле.
За героизм и мужество были награждены:
- орденами Красного Знамени — старший лейтенант А. И. Датиев, политрук И. Л. Косенко и младший лейтенант В. В. Холодов[21][22][19]
- орденом Красной Звезды — политрук М. 3. Бочаров, военинженер 3-го ранга Н. В. Дейниченко, младший сержант А. Г. Степанов и рядовой К. И. Слабей[20][23][24][25]
- медалью «За отвагу» — рядовые А. И. Володин, А. З. Калмыков, А. С. Колесников[26][27][28]

В период оккупации между островом Хортица и городом Запорожье была организована грузовая канатная дорога. К июлю 1943 года немцы восстановили мосты через Днепр и начали перебрасывать подкрепление своей армии по железной дороге.

### Авиационные бомбардировки в 1943 году
Осенью 1943 года, с началом наступления советских войск, лётчики под командованием Владимира Судца получили задачу разрушить железнодорожные мосты через Днепр. В бомбардировке участвовал 94 гвардейский штурмовой авиационный полк. 19—21 сентября 1943 года эскадрильями самолётов Ил-2 и Пе-2 мосты были разбомблены в ходе пикирования звеньями, несмотря на сильное противодействие зенитной артиллерии и авиации противника. Было произведено 4 прямых попадания бомбами ФАБ-250, из которых три бомбы были сброшены звеном лейтенанта Николая Майкова. В результате повреждения моста в течение 12 дней железнодорожное движение по нему не производилось. Среди других участников бомбардировки были: майор В. Катков (ведущий), сержант С. Степкин, младший лейтенант Н. Басс Несколько советских самолётов при этом было сбито, среди них командир 3-й авиаэскадрильи лейтенант А. Усманов.

### Расчистка Днепра от остатков
Расчистка русла Старого Днепра была одной из первоочередных задач. Взорванные мосты перекрывали фарватер реки, что мешало доставке грузов к плотине ДнепроГЭС, восстановление которой уже началось. После окончательного освобождения Запорожья началась расчистка Днепра от остатков мостов.